# ابتداء الورم
ابتداء الورم هو عمليةٌ يحدثُ فيها تغيرٌ للخلايا الطبيعية بحيث تكون قادرةً على تكوين أورام. يعتبر ابتداء الورم المرحلة الأولى في تطور الورم. المطفرات هي المواد التي تُسبب السرطان وقد تكون بادئةً للورم.